# 维拉佩鲁乔
维拉佩鲁乔（義大利語：Villaperuccio），是意大利撒丁大区南撒丁省的一个市镇。总面积36.3平方公里，人口1095人，人口密度30.2人/平方公里（2009年）。ISTAT代码为107023。